# دلم جز مهر مهرویان طریقی برنمی‌گیرد
غزلی با مطلعِ «دلم جز مهر مهرویان طریقی برنمی‌گیرد» غزل شمارهٔ ۱۴۹ از دیوانِ حافظ در تصحیحِ محمد قزوینی و قاسم غنی است.

## مفهوم و درون‌مایه
دلم جزمهرمه رویان طریقی برنمی گیرد

## در اجراها
عبدالوهاب شهیدی در برنامهٔ شمارهٔ ۱۳۷ از مجموعهٔ گل‌های تازه این غزل را در دستگاهِ چهارگاه اجرا کرده است.